# Disley
Disley – wieś w Anglii, w hrabstwie ceremonialnym Cheshire, w dystrykcie (unitary authority) Cheshire East. Leży 60 km na wschód od miasta Chester i 243 km na północny zachód od Londynu. W 2001 miejscowość liczyła 4301 mieszkańców.